# Wang Xiaoyun
Wang Xiaoyun, förenklad kinesiska: 王小云; traditionell kinesiska: 王小雲; pinyin: Wáng Xiǎoyún, född 1 januari 1966 i  Zhucheng i Shandong-provinsen i östra Kina är en kinesisk matematiker, datavetare och kryptograf. Hon är professor i matematik och systemvetenskap vid Shandong University och medlem av den kinesiska vetenskapsakademin.

## Karriär
Wang studerade vid Shandong University och erhöll kandidatexamen 1987, mastersexamen 1990 och doktorsgrad 1993. Hennes handledare under doktorandtiden var den kinesiske matematikern Pan Chengdong, erkänd för sitt arbete inom talteori. Från 1993 undervisade hon i matematik vid universitetet. Wang utsågs till forskarassistent 1995 och professor 2001. 2005 utsågs Wang till professor vid Tsinghuauniversitetet i Peking.
Vid den internationella kryptologkonferensen CRYPTO 2004 demonstrerande Wang och hennes forskarkollegor kollisionsattacker (collision attacks) mot bland annat hashfunktionerna MD5 och SHA-0 (Secure Hash Algorithm 0). En kollisionsattack inträffar när två olika meddelanden resulterar i samma output från hashfunktionen. De fick stående ovationer efter demonstrationen för de landvinningar de gjort.
I februari 2005 kungjordes att Wang, tillsammans med den kinesisk-amerikanska matematikern och kryptografen Yiqun Lisa Yin och Hongbo Yu, utvecklat en metod för att åstadkomma kollisioner i hashfunktionen SHA-1, vilken numera nyttjas i många säkerhetsprodukter. Deras attack beräknas kräva mindre än 269 operationer, det vill säga betydligt färre än de 280 operationer som dittills krävts för att åstadkomma en framgångsrik kollisionsattack för SHA-1. Deras arbete publicerades senare vid konferensen CRYPTO 2005. I augusti 2005 upptäckte Wang, Andrew Yao och Frances Yao en ytterligare förbättring av attacken mot SHA-1. Med denna förbättring kan attacken kräva endast 263 operationer för att lyckas.
2019 erhöll Wang utmärkelsen Fellow of the International Association for Cryptologic Research (IACR) för För viktiga bidrag till kryptoanalysen, utformandet av haskfunktioner och bidrag till IACR
2019 blev hon också första kvinna att erhålla det kinesiska Future Science Prize för sina pionjärinsatser inom kryptologin.